# Lõmala
Lõmala (Duits: Lemmalsnäse) is een plaats in de Estlandse gemeente Saaremaa, provincie Saaremaa. De plaats heeft de status van dorp (Estisch: küla) en telt 42 inwoners (2021).
Tot in oktober 2017 behoorde Lõmala tot de gemeente Salme en sindsdien tot de fusiegemeente Saaremaa.
De plaats ligt aan de westkust van het eiland Saaremaa.

## Geschiedenis
Lõmala werd in 1522 voor het eerst genoemd onder de naam Lemmall. De plaats was het centrum van een landgoed Lõmala, waarvan geen gebouwen bewaard zijn gebleven.

## Het kerkhof Vananõmme
In Lõmala ligt een kerkhof voor Sovjetsoldaten (waaronder Esten) die tijdens de Tweede Wereldoorlog op Saaremaa zijn gesneuveld. De naam van het kerkhof is Vananõmme. Het graf van Vladimir Dejev is anders vormgegeven dan de andere graven. Dejev, die eerder vocht tijdens het beleg van Leningrad en dodelijk gewond raakte in oktober 1944 op het schiereiland Sõrve, kreeg postuum de titel Held van de Sovjet-Unie en de Leninorde.

## Foto's

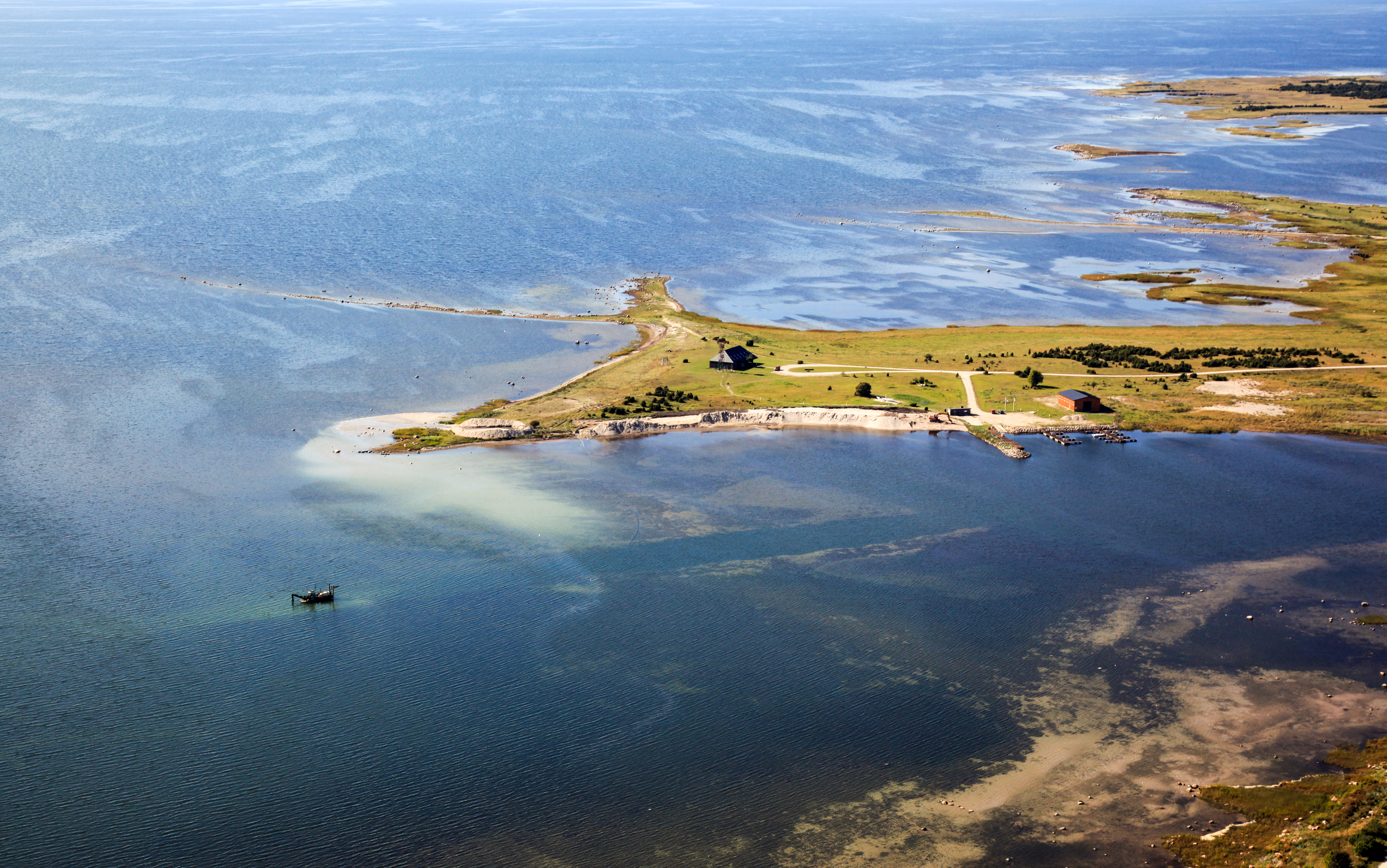
De haven van Lõmala
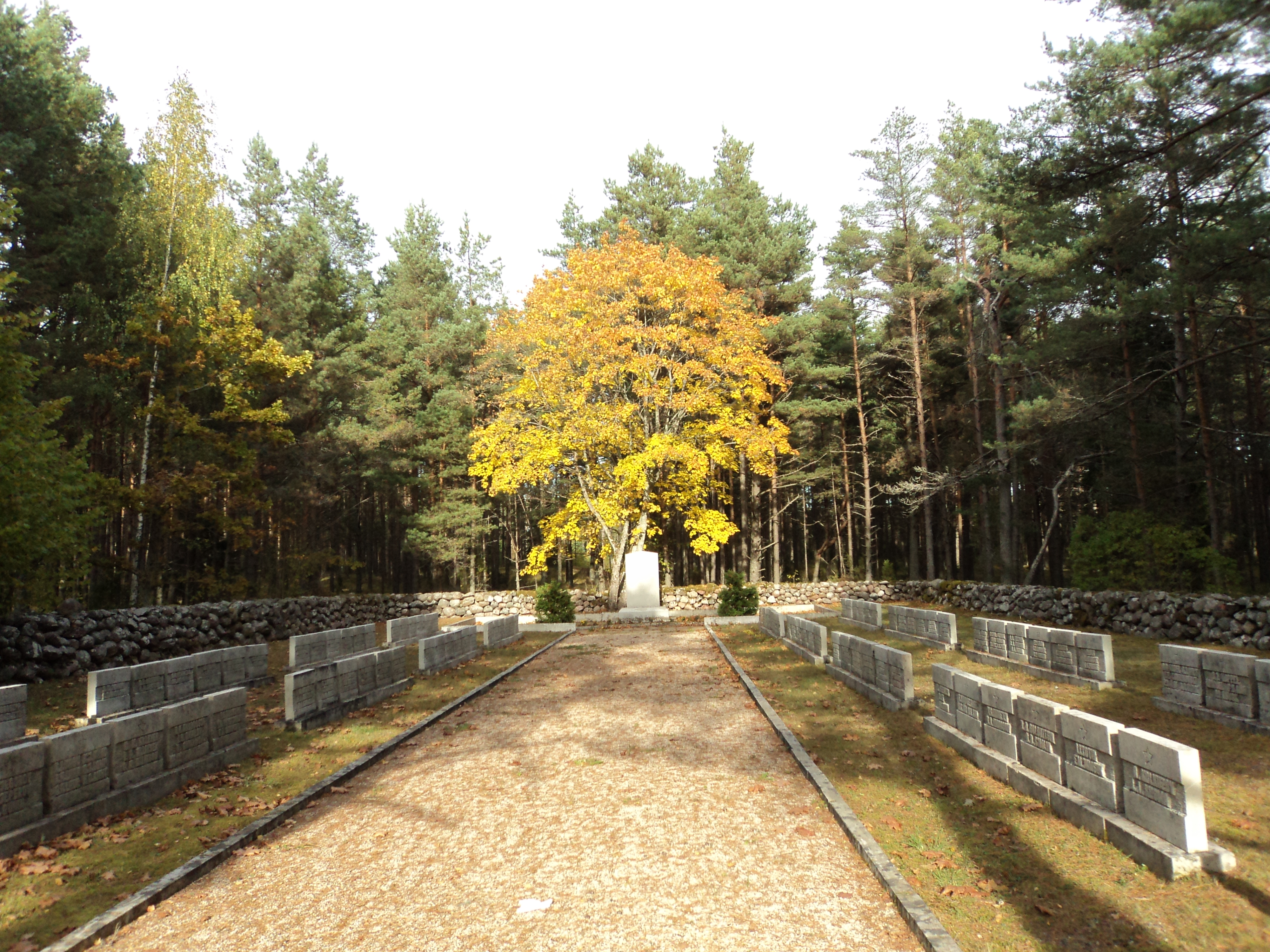
Het kerkhof Vananõmme
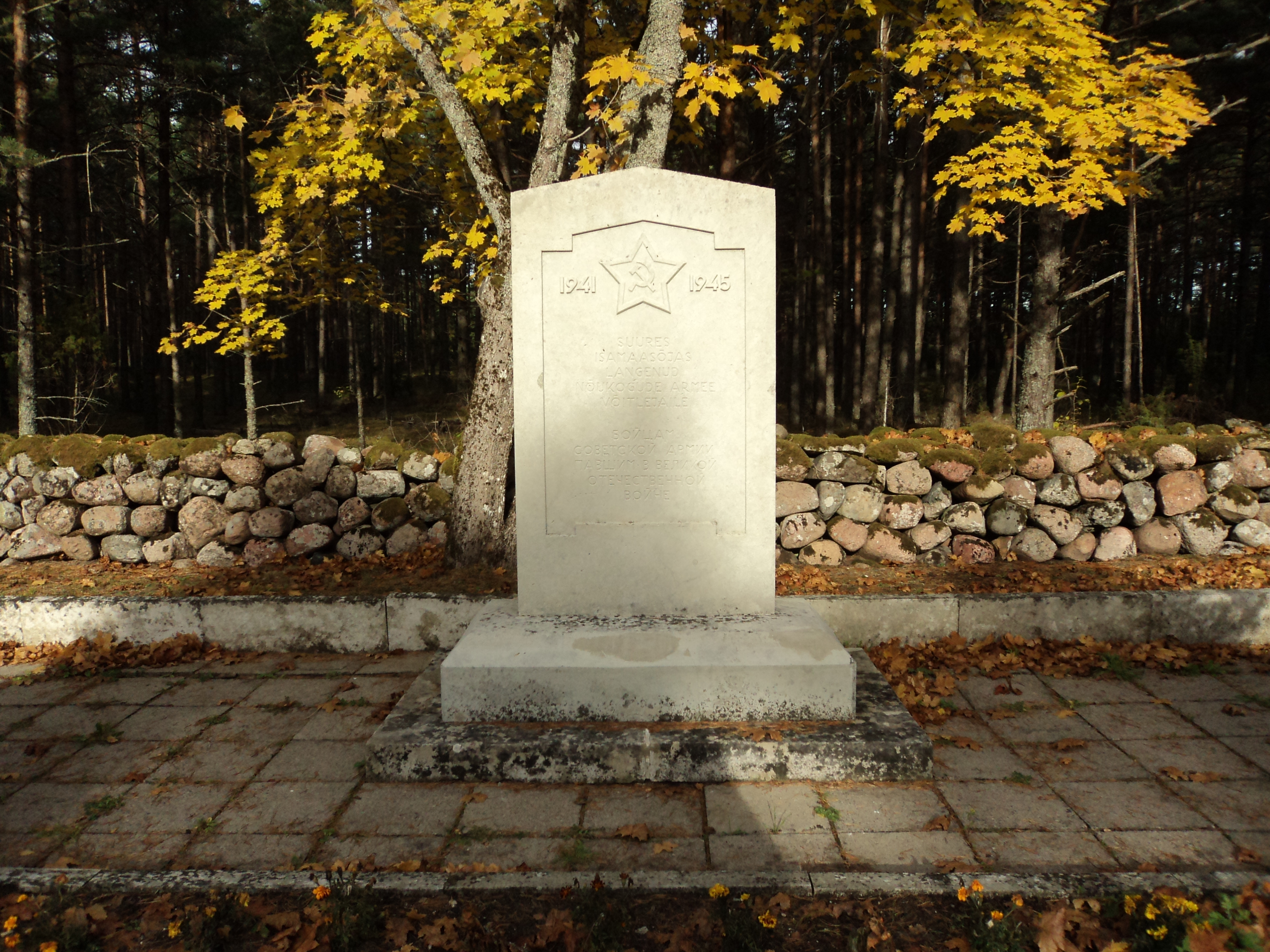
Gedenkteken op het kerkhof
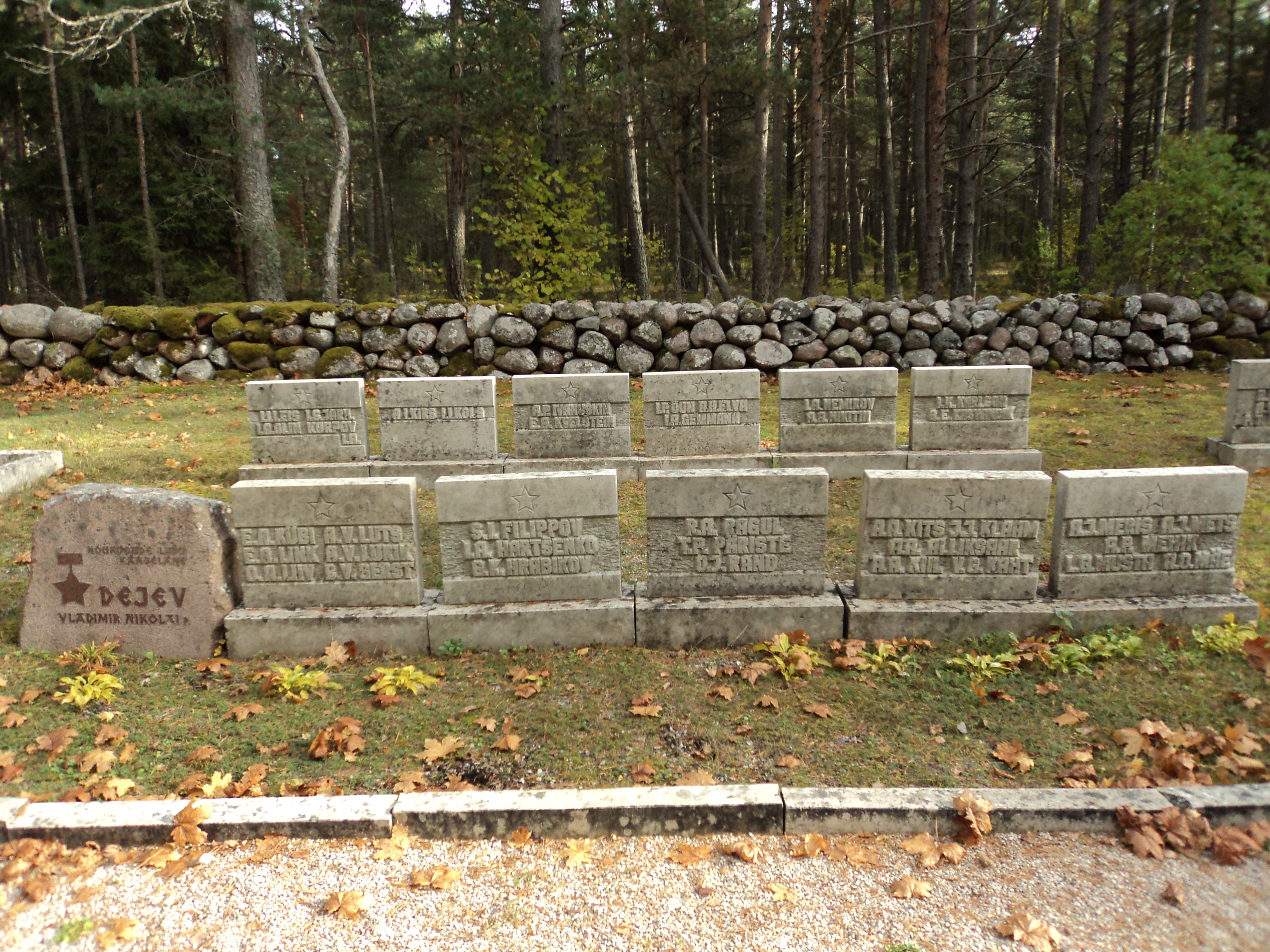
Graven
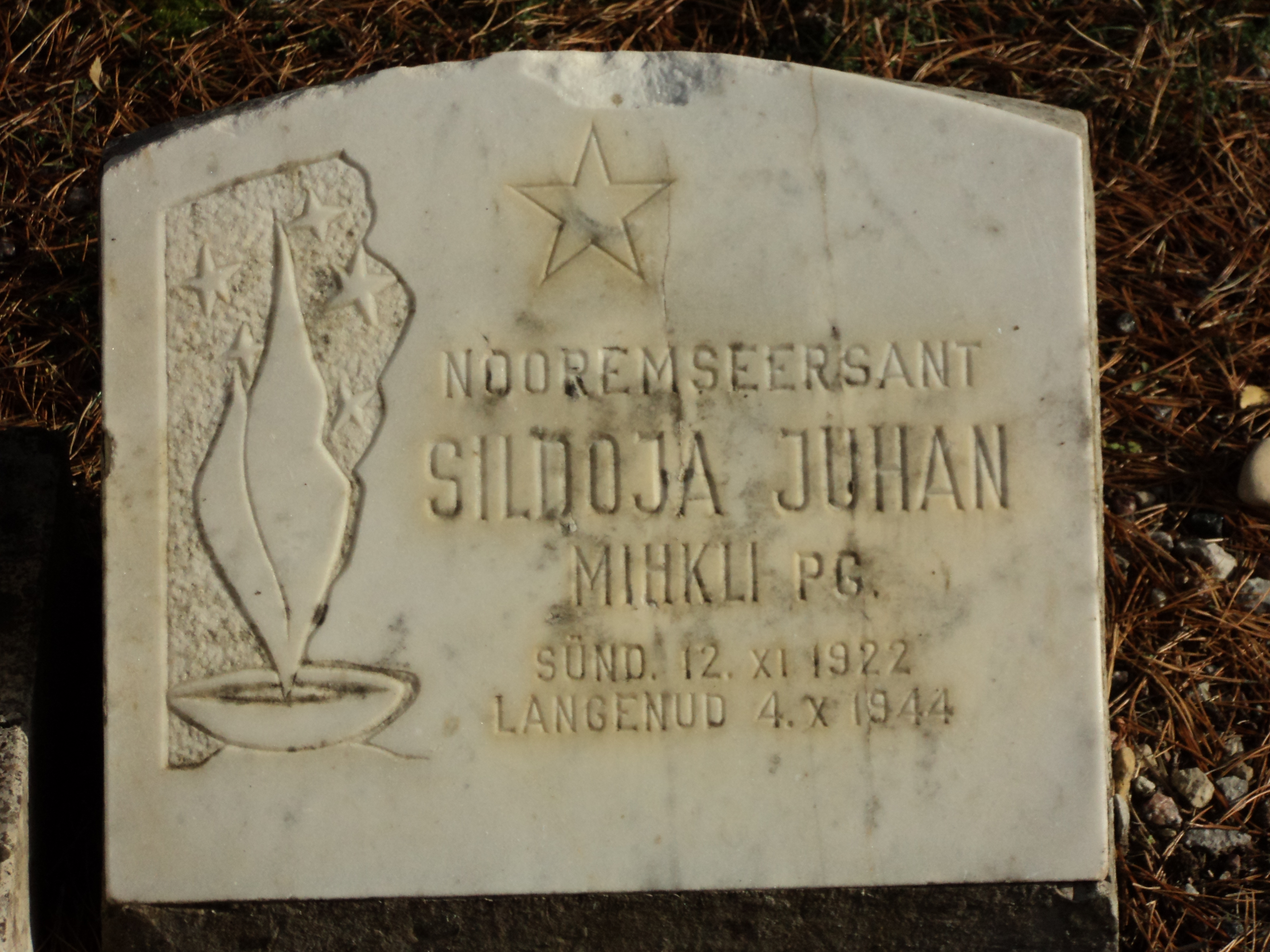
Het graf van ondersergeant[3] Juhan Sildoja